# Empuriabrava
Empuriabrava és una urbanització que constitueix una entitat de població del municipi de Castelló d'Empúries, a la comarca de l'Alt Empordà, amb 6813 habitants censats (2018).
La urbanització és una marina residencial construïda vora la platja dels Graells i al voltant d'una extensa xarxa de canals artificials a imatge de les existents a la costa de França (Port Grimaud) i de Florida (Estats Units), un model inspirat en Venècia, i que repeteix el que des de 1960 s'havia desenvolupat a la veïna Santa Margarida (Roses).
Actualment se la considera la marina residencial més gran del món.

## Situació i comunicacions
Empuriabrava està situada a la part septentrional de la Costa Brava i del golf de Roses, al sector costaner del terme municipal de Castelló d'Empúries, entre els de Roses i Sant Pere Pescador. L'àrea urbanitzada, arran de costa per l'est, limita al sud amb el tram final i la desembocadura de la Muga, canalitzada en aquest sector, i al nord amb els del rec dels Salins, mentre que a l'oest arriba fins a la carretera C-260 (abans C-68).
La carretera C-260 la comunica amb el cap de comarca, Figueres (a 18 km), per on passen la carretera N-II i l'autopista AP-7, i amb la vila de Roses. Una línia regular d'autobusos comunica la urbanització amb els municipis d'aquest eix comarcal.

## Equipaments turístics

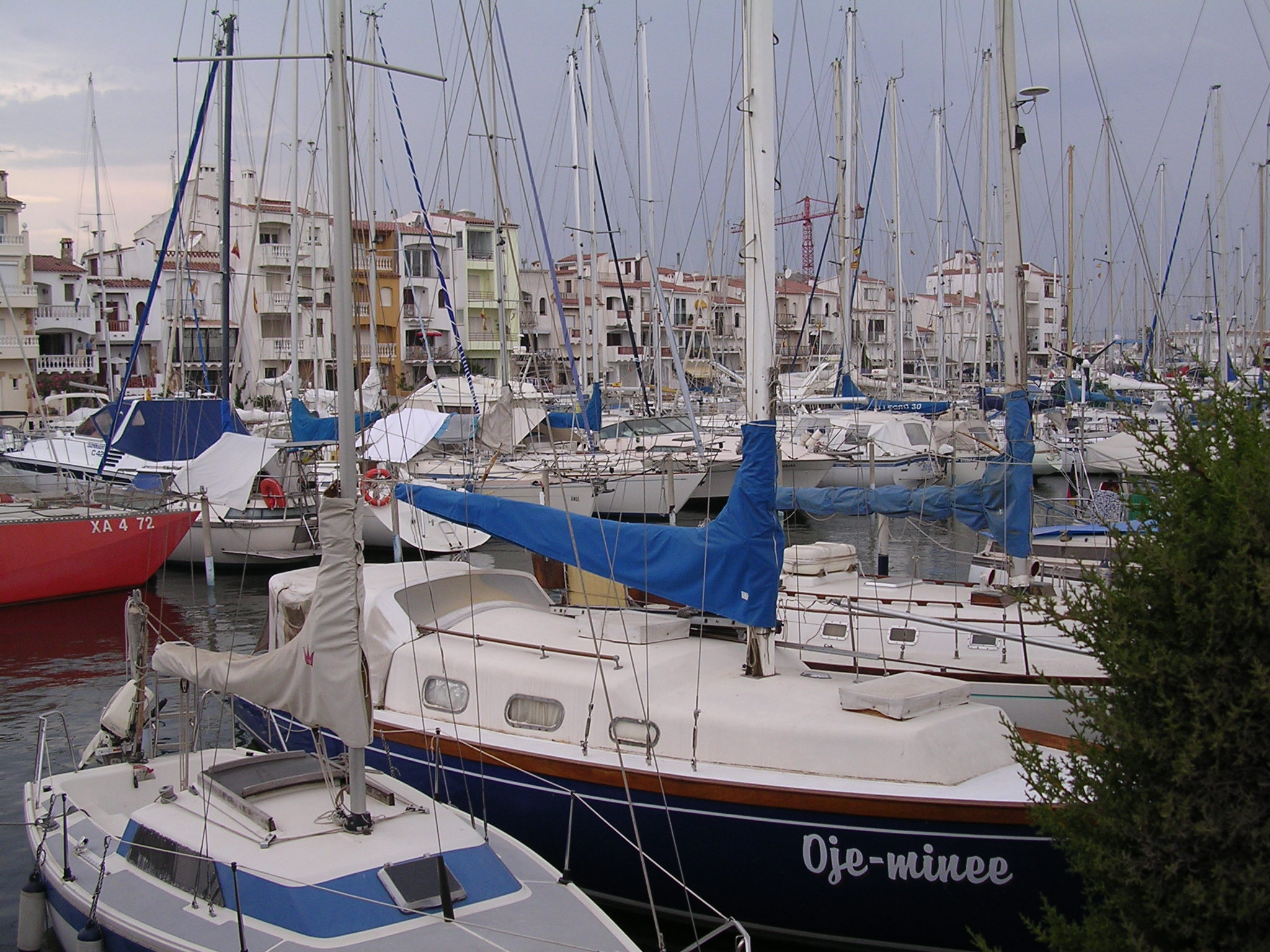
Empuriabrava a l'hivern.

Empuriabrava es va construir amb una estructura urbanística constituïda per canals navegables, a la qual s'afegeix un port esportiu i un aeròdrom. Actualment compta amb uns 24 km de canals interiors, que la fan la marina residencial més gran del món.
Actualment, Empuriabrava compta amb un parc immobiliari de 14 000 cases i apartaments de molt diferent condició i amb 5000 embarcadors privats. A l'estiu la població real és d'uns 75 000 habitants.
L'aeròdrom privat esportiu de Skydive Empuriabrava —juntament amb les seves activitats de paracaigudisme esportiu, el túnel del vent, els establiments d'oci nocturn i l'extensa platja (dita dels Graells o d'Empuriabrava) d'1,5 km de llargada per 300 m d'amplada— fa d'Empuriabrava un destí turístic molt conegut a tot Europa.
Els principals turistes d'Empuriabrava solen ser de procedència alemanya, francesa i, en menys quantitat, anglesa i neerlandesa. En els darrers temps, els propietaris catalans, espanyols i també russos creixen en nombre.
L'àrea comercial i de serveis és a l'entrada de la urbanització, vora la carretera C-260, on també es troba l'aeròdrom. Davant de mar hi ha una altra zona comercial, coneguda com Els Arcs. El port dels velers és al centre de la urbanització, al canal major, i compta amb una torre de vigilància característica i amb un club nàutic.
La festa major se celebra per la Mare de Déu del Carme, el 16 de juliol. Des del 1988, hi té lloc una Fira del vaixell d'ocasió, que s'organitza cada any per setmana santa.
A Empuriabrava es poden practicar nombroses activitats nàutiques (vela, esquí nàutic, paraesquí, surf, windsurf, pesca, etc.). Compta amb dues escoles de submarinisme i una escola de paracaigudisme. També s'ofereixen circuits turístics pels canals.

## Història

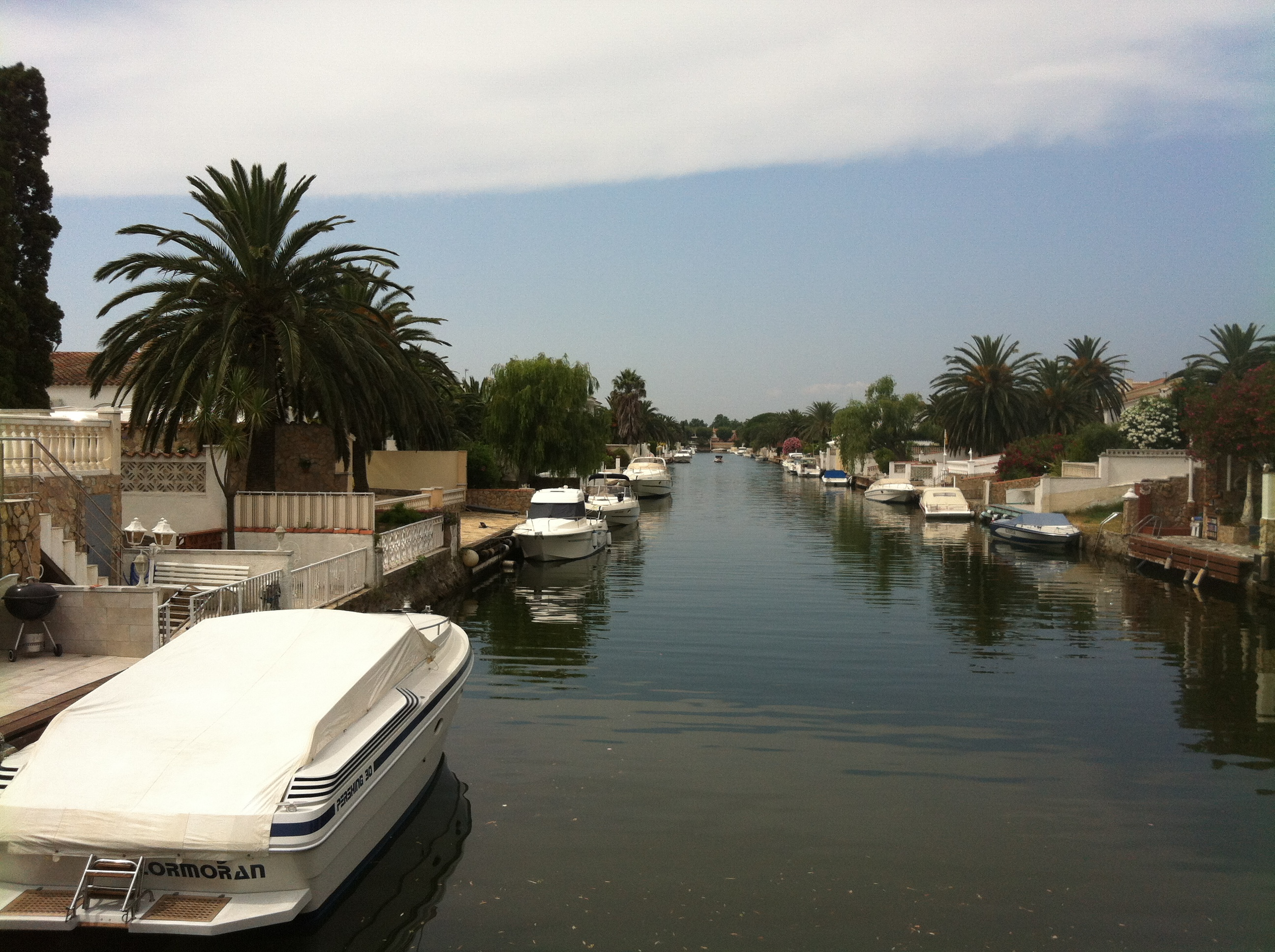
Empuriabrava el 2013

L'àrea que actualment ocupa Empuriabrava estava dedicada, abans de la construcció de la urbanització, a l'explotació agrària i ramadera, sobretot en forma de pastures, i, en un grau molt menor, vora mar, quedaven lliures algunes zones d'aiguamoll. Hi havia cinc grans masos ("cortals", en la denominació local), anomenats Llebrer, Modaguer, Moixó, Vell i la Torre Ribota, amb terres de conreu i, tancades per recs de drenatge, parcel·les de pastura ("closes"), que pertanyien a dos grans propietaris. El sector central i NE, més proper al mar, conegut com les Tribanes, era ocupat per un gran nombre de petites parcel·les allargades ("peces"), originades per la desamortització de les terres comunals a mitjan segle xix, que pertanyien a petits propietaris de Castelló.

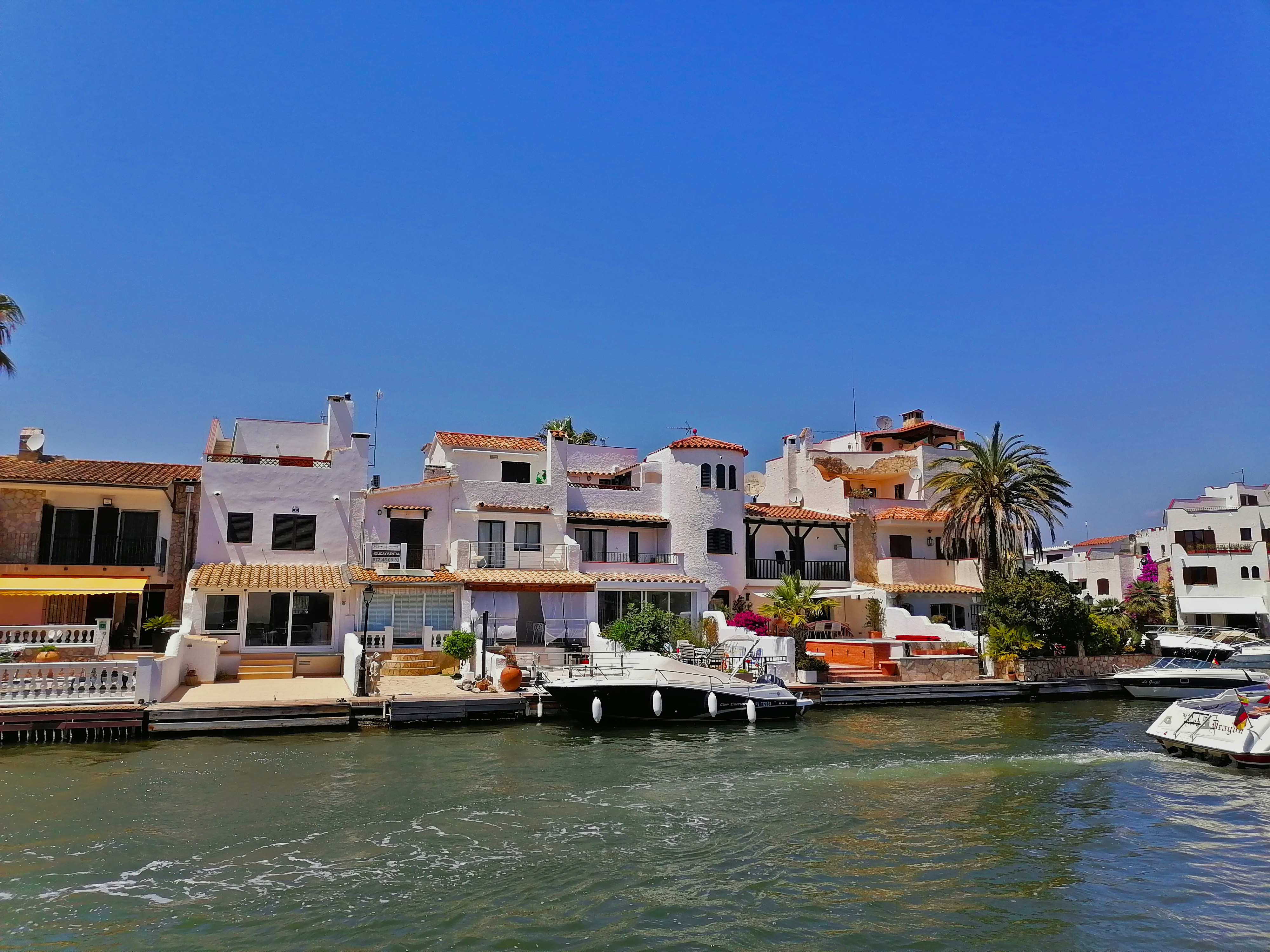
Empuriabrava el 2023

El projecte de construir una gran urbanització al litoral N de la Costa Brava fou promogut el 1964 per la societat Eurobrava S.A. (més tard Ampuriabrava S.A.), constituïda per Antoni de Moxó i Güell, marquès de Sant Mori, propietari de quatre dels cinc masos, i pels empresaris Miquel Arpa i Batlle i Ferran de Vilallonga i Rossell, amb la intenció de crear un aeroclub internacional amb una àrea residencial connexa. El projecte fou presentat a l'ajuntament de Castelló el 1965, on trobà l'oposició de molts petits propietaris agrícoles. Després de vèncer les resistències, el pla parcial fou aprovat el 1967, quan ja s'havien construït els canals i els carrers sense cap permís, i s'inicià la construcció dels habitatges, tot amb la fórmula de marina residencial, llavors original a Europa, que assolí un gran èxit, sobretot entre el turisme alemany. El 1975 començà la segona fase del projecte, que la crisi econòmica i l'oposició popular no van permetre culminar.
L'indret escollit, tot i una important ocupació agrícola i ramadera, formava part dels Aiguamolls de l'Empordà, una zona pantanosa del litoral de gran valor ecològic, que a l'època no gaudia de cap mena de protecció. El fort impacte de la intervenció motivà l'oposició de l'incipient moviment ecologista que, a partir de la transició democràtica espanyola, aconseguí limitar l'àrea inicialment planificada (de fins a 600 ha) i fer oblidar alguns elements del pla de 1967, com la construcció d'un canal navegable fins a Figueres.
El 1980, amb el projecte en crisi (especialment pel que fa a l'aeròdrom i el club nàutic), la propietat de la marina residencial passà de mans dels promotors originals a les de l'ajuntament de Castelló d'Empúries, que endegà una millora general dels serveis bàsics i les infraestructures, inicialment molt desatesos, i revitalitzà la urbanització, la qual ha propiciat un creixement econòmic important al municipi.
Al llarg de 2017 es van celebrar diversos actes per celebrar el 50è aniversari de naixement d'aquesta urbanització. Aquesta marina, que pot acollir 60.000 persones o més a l'estiu, és també un nucli d'uns 7.000 habitants que hi viuen tot l'any i que és més important que el cap i casal del municipi, Castelló d'Empúries, amb 4.000 habitants.

## Demografia
| Evolució demogràfica dels nuclis de Castelló d'Empúries (C) i Empuriabrava (E) |
| ------------------------------------------------------------------------------ |
|                                                                                |
| Font: Institut Nacional d'Estadística                                          |